# Tiko
Tiko – miasto w Kamerunie, w Regionie Południowo-Zachodnim, port morski. Liczy około 100 tys. mieszkańców. Znajduje się tu port lotniczy Tiko.